# Falco ruficollis
Falco ruficollis är en fågelart i familjen falkar inom ordningen falkfåglar. Den betraktas oftast som underart till rödhuvad falk (Falco chicquera), men urskiljs sedan 2014 som egen art av Birdlife International, IUCN och Handbook of Birds of the World. Den kategoriseras av IUCN som livskraftig.
Fågeln förekommer i Afrika söder om Sahara och delas in i två underarter med följande utbredning:
- F. r. ruficollis – södra Mauretanien, Senegal, Gambia och Guinea till Nigeria och österut till Etiopien, sedan söderut till Zambia, Malawi och norra Moçambique
- F. r. horsbrughi – söder om Zambezifloden från Zimbabwe och södra Moçambique till Botswana, Namibia och södra Angola och sedan söderut till norra Sydafrika